# Кроусониеллиды
Кроусониеллиды (лат. Crowsoniellidae) — монотипное семейство жесткокрылых, в состав которого входит единственный вид — Crowsoniella relicta. Род назван в честь английского энтомолога Роя Кроусона. Известен лишь по трём образцам, полученным из центральной части Италии, из которых один голотип и два паратипа.

## Описание
Жук длиной в 1,3—1,7 мм, окрас варьируется от красновато-жёлтого до тёмно-коричневого. Тело удлинённое и уплощённое. Строение ротового аппарата вида говорит о том, что имаго может питаться только жидкостями. Личинки пока не были обнаружены.

## Систематика
Семейство длительное время рассматривали в подотряде Archostemata. Однако в последнее время тщательное исследование голотипа и паратипов позволило считать в корне неверными решения предшествующих исследователей. По мнению некоторых исследователей (Kirejtshuk, Nel, Collomb, 2010) место для Crowsoniellidae надо искать в подотряде Polyphaga и скорее всего в надсемействе Cucujoidea.
- Семейство: Crowsoniellidae Iablokoff-Khnzorian, 1983
  - Род: Crowsoniella Pace, 1976
    - Вид: Crowsoniella relicta Pace, 1976